# North American Soccer League (2011)
La North American Soccer League, o semplicemente NASL, era una lega calcistica professionistica che operava negli Stati Uniti d'America, in Canada e a Porto Rico, riprendendo il nome della omonima Lega che fu attiva dal 1968 al 1984.
Fondata nel 2009, ha operato dal 2011 al 2017 come campionato di secondo livello del Nordamerica alle spalle della Major League Soccer, pur non esistendo negli Stati Uniti un sistema di promozioni e retrocessioni fra una serie e l'altra.

## Storia
La NASL è stata fondata il 23 novembre 2009 da nove squadre che, contrarie alla vendita da parte della Nike della quota partecipativa della United Soccer Leagues (USL) alla NuRock Soccer Holdings, decisero di fondare una nuova lega, riprendendo l'antica denominazione del massimo campionato americano attivo fino agli anni '80. I nove club fondatori furono: Carolina RailHawks, Impact de Montréal, Miami FC, Minnesota Thunder e Vancouver Whitecaps provenienti dalla USL First Division; Crystal Palace Baltimore proveniente dalla USL Second Division e tre nuovi club come Atlanta Silverbacks, AC St. Louis e FC Tampa Bay. A questi si aggiunse una settimana più tardi il Rochester Rhinos.
La United Soccer Leagues in disaccordo con l'associazione dei proprietari "scissionisti" chiese alla federazione americana di intervenire decidendo sul contenzioso tra la lega e le società ribelli. La USSF, riscontrando che i club di Minnesota, Rochester e Tampa erano ancora contrattualmente obbligati a rimanere con la USL, decise per l'anno 2010 la creazione di un campionato provvisorio, la USSF Division 2 Pro League. Tale torneo avrebbe raccolto sia le formazioni della Nasl che quelle della Usl, visto che nessuna delle due leghe contendenti raggiungeva il numero minimo di otto club per essere riconosciuta come secondo livello del calcio americano. Per il 2010 i Minnesota Thunder furono sostituiti dai concittadini del Minnesota Stars, mentre Atlanta decise di non partecipare a nessun torneo.
Al termine della stagione la NASL fu definitivamente indicata dalla federazione come nuova lega di secondo livello. Dopo un nuovo riassestamento dei club fra le leghe, la prima stagione vide ai nastri di partenza otto formazioni: Atlanta Silverbacks, Carolina RailHawks, Edmonton, Fort Lauderdale Strikers (nuova denominazione del Miami FC), Impact de Montréal, Minnesota Stars, Puerto Rico Islanders e FC Tampa Bay. Il campionato terminò con la vittoria di Minnesota.
Nel 2012 il trasferimento nella MLS dei Montréal Impact fu compensato dall'arrivo dei San Antonio Scorpions. Nel 2013 si è registrato da un lato il ritorno dei New York Cosmos, storico club della vecchia NASL seppure non operativo dal 1985, dall'altro la decisione dei Puerto Rico Islanders di sospendere la propria attività. L'arrivo nel 2014 di Ottawa Fury e Indy Eleven e nel 2015 dei Jacksonville Armada portò a undici il numero dei partecipanti.
Nel 2015 sarebbe dovuto avvenire anche l'ingresso dei Virginia Cavalry e di un club di Oklahoma City, ma i primi rinunciarono e i secondi vendettero la propria franchigia alla squadra spagnola del Rayo Vallecano. Il nuovo club, rinominato in Rayo OKC, esordì nel 2016 insieme al nuovo Miami FC e al Puerto Rico FC, anche se quest'ultimo partecipò soltanto alla seconda metà della stagione. I tre nuovi ingressi compensarono l'addio dei San Antonio Scorpions e degli Atlanta Silverbacks.
Verso la fine del 2016 arrivò l'annuncio del trasferimento nella USL dell'Ottawa Fury e dei Tampa Bay Rowdies, abbandoni che si aggiunsero a quello del Minnesota United (passati in MLS a partire dal 2017). Nel gennaio 2017 la lega annunciò l'abbandono delle attività sportive da parte dei Fort Lauderdale Strikers e dei Rayo OKC, la contrazione fu compensata parzialmente dall'arrivo dei San Francisco Deltas, prima squadra della lega posta nella costa ovest, riducendo il numero delle squadre a otto.
Nel 2017 la Federazione statunitense dichiarò che a causa del mancato raggiungimento del numero minimo di squadre, fissato dal 2015 in 12, la lega sarebbe stata declassata al terzo livello della piramide calcistica statunitense, promuovendo al secondo la USL. La NASL reagì dando il via ad un contenzioso legale. Nel novembre dello stesso anno i San Francisco Deltas e i FC Edmonton annunciarono la sospensione dell'attività professionistica per l'anno seguente, mentre il North Carolina FC il passaggio alla USL, seguita nel gennaio 2018 anche dall'Indy Eleven.
La NASL annunciò in un primo momento la cancellazione della stagione primaverile, con il passaggio al calendario internazionale. Successivamente, il 27 febbraio 2018, la lega ha annunciato la cancellazione dell'intera stagione in attesa del responso del tribunale. Nel frattempo tre club (New York Cosmos, Miami FC e Jacksonville Armada), sono passati al campionato della National Premier Soccer League per la stagione 2018, mentre il San Diego 1904 FC ha provato senza successo a iscriversi alla USL.

## Partecipanti
In totale sono stati 17 i club a partecipare ad almeno una edizione della NASL II
| Club                    | Città           | Stato             | Stadio                             | N° stag. | Dal  | Al   |
| ----------------------- | --------------- | ----------------- | ---------------------------------- | -------- | ---- | ---- |
| Atlanta Silverbacks     | Atlanta         | Georgia           | Atlanta Silverbacks Park           | 5        | 2011 | 2015 |
| FC Edmonton             | Edmonton        | Alberta           | Clarke Stadium                     | 7        | 2011 | 2017 |
| Ft. Lauderdale Strikers | Fort Lauderdale | Florida           | Lockhart Stadium                   | 6        | 2011 | 2016 |
| Indy Eleven             | Indianapolis    | Indiana           | Michael Carroll Stadium            | 4        | 2014 | 2017 |
| Jacksonville Armada     | Jacksonville    | Florida           | Baseball Grounds                   | 3        | 2015 | 2017 |
| Miami FC                | Miami           | Florida           | Riccardo Silva Stadium             | 2        | 2016 | 2017 |
| Minnesota Utd           | Blaine          | Minnesota         | National Sports Center             | 6        | 2011 | 2016 |
| Montréal Impact         | Montréal        | Québec            | Stade Saputo                       | 1        | 2011 | 2011 |
| N.Y. Cosmos             | New York        | New York          | MCU Park                           | 5        | 2013 | 2017 |
| North Carolina FC       | Cary            | Carolina del Nord | WakeMed Soccer Park                | 7        | 2011 | 2017 |
| Ottawa Fury             | Ottawa          | Ontario           | TD Place Stadium                   | 3        | 2014 | 2016 |
| Puerto Rico             | Bayamón         | Porto Rico        | Estadio Juan Ramón Loubriel        | 2        | 2016 | 2017 |
| P.R. Islanders          | Bayamón         | Porto Rico        | Estadio Juan Ramón Loubriel        | 2        | 2011 | 2012 |
| Rayo OKC                | Oklahoma City   | Oklahoma          | Miller Stadium                     | 1        | 2016 | 2016 |
| S.A. Scorpions          | San Antonio     | Texas             | Toyota Field                       | 4        | 2012 | 2015 |
| S.F. Deltas             | San Francisco   | California        | Kezar Stadium                      | 1        | 2017 | 2017 |
| Tampa Bay Rowdies       | Tampa           | Florida           | Al Lang Stadium (Saint Petersburg) | 6        | 2011 | 2016 |

### Squadre soltanto annunciate
| Club             | Città         | Stato      | Anno |
| ---------------- | ------------- | ---------- | ---- |
| Oklahoma City FC | Oklahoma City | Oklahoma   | 2015 |
| Virginia Cavalry | Ashburn       | Virginia   | 2015 |
| Cal Utd Strikers | Fullerton     | California | 2018 |
| San Diego 1904   | San Diego     | California | 2018 |

### Evoluzione della lega
- 2011 - otto squadre partecipanti: Atlanta Silverbacks, Carolina RailHawks, FC Edmonton, F.L. Strikers, Montréal Impact, Minnesota Stars, P.R. Islanders, TB Rowdies
- 2012 - otto partecipanti, con l'arrivo dei San Antonio Scorpions e passaggio del Montréal Impact alla MLS
- 2013 - otto partecipanti, con l'arrivo dei New York Cosmos e l'abbandono dei P.R. Islanders. Il Minnesota Stars cambia nome in Minnesota United
- 2014 - dieci partecipanti con l'arrivo dell'Ottawa Fury e degli Indy Eleven
- 2015 - undici partecipanti con l'arrivo dei Jacksonville Armada
- 2016 - dodici partecipanti con l'arrivo del Rayo OKC, del Puerto Rico FC e del Miami FC e l'abbandono di Atlanta Silverbacks e San Antonio Scorpions
- 2017 - otto partecipanti con l'abbandono di Ottawa Fury, TB Rowdies, Minnesota United, F.L. Strikers e Rayo OKC: i primi due passano alla USL, la terza alla MLS, le ultime due cessano l'attività. Arrivo dei San Francisco Deltas

## Albo d'oro
| Stagione      | Campione          | Risultato            | Finalista               | Sede della finale                                                       | Woosnam Cup        |
| ------------- | ----------------- | -------------------- | ----------------------- | ----------------------------------------------------------------------- | ------------------ |
| 2011 Dettagli | Minnesota Utd     | 3-1 0-0              | Ft. Lauderdale Strikers | National Sports Center (Blaine) Lockhart Stadium (Fort Lauderdale)      | Carolina RailHawks |
| 2012 Dettagli | Tampa Bay Rowdies | 0-2 3-1 (3-2 d.c.r.) | Minnesota Utd           | Progress Energy Park (Saint Petersburg) National Sports Center (Blaine) | S.A. Scorpions     |
| 2013 Dettagli | N.Y. Cosmos       | 1-0                  | Atlanta Silverbacks     | Atlanta Silverbacks Park (Chamblee)                                     | Carolina RailHawks |
| 2014 Dettagli | S.A. Scorpions    | 2-1                  | Ft. Lauderdale Strikers | Toyota Field (San Antonio)                                              | Minnesota Utd      |
| 2015 Dettagli | N.Y. Cosmos       | 3-2                  | Ottawa Fury             | Shuart Stadium (Hempstead (New York))                                   | N.Y. Cosmos        |
| 2016 Dettagli | N.Y. Cosmos       | 0-0 (4-2 d.c.r.)     | Indy Eleven             | Belson Stadium (New York)                                               | N.Y. Cosmos        |
| 2017 Dettagli | S.F. Deltas       | 2-0                  | N.Y. Cosmos             | Kezar Stadium (San Francisco)                                           | Miami FC           |

### Titoli per squadra
| Squadra           | Titoli | Anno             |
| ----------------- | ------ | ---------------- |
| N.Y. Cosmos       | 3      | 2013, 2015, 2016 |
| Minnesota Utd     | 1      | 2011             |
| Tampa Bay Rowdies | 1      | 2012             |
| S.A. Scorpions    | 1      | 2014             |
| S.F. Deltas       | 1      | 2017             |

### Woosnam Cup
La Woosnam Cup è il trofeo assegnato alla squadra con più punti al termine della stagione regolare, il corrispettivo NASL del Supporters' Shield della MLS. Prende il suo nome da Phil Woosnam, a lungo commissioner della prima NASL.
| Squadra           | Titoli | Anno       |
| ----------------- | ------ | ---------- |
| N.Y. Cosmos       | 2      | 2015, 2016 |
| North Carolina FC | 2      | 2011, 2013 |
| S.A. Scorpions    | 1      | 2012       |
| Minnesota Utd     | 1      | 2014       |
| Miami FC          | 1      | 2017       |